# Trancozelos
Trancozelos és una freguesia portuguesa del municipi de Penalva do Castelo, amb 5,16 km² d'àrea i 269 habitants (en el cens del 2011). La densitat de població n'és de 52,1 hab/km².
Aquest llogaret s'anomenà Vila Nova do Santo Sepulcro perquè ací es fundà el primer Monestir del Santo Sepulcro, de l'Orde del Sant Sepulcre de Jerusalem, de la península Ibèrica, i encara hi roman una capella romànica dedicada a Santa Maria de Águas Santas de Vila Nova do Mosteiro.

## Població
| População da freguesia de Trancozelos | População da freguesia de Trancozelos | População da freguesia de Trancozelos | População da freguesia de Trancozelos | População da freguesia de Trancozelos | População da freguesia de Trancozelos | População da freguesia de Trancozelos | População da freguesia de Trancozelos | População da freguesia de Trancozelos | População da freguesia de Trancozelos | População da freguesia de Trancozelos | População da freguesia de Trancozelos | População da freguesia de Trancozelos | População da freguesia de Trancozelos | População da freguesia de Trancozelos |
| ------------------------------------- | ------------------------------------- | ------------------------------------- | ------------------------------------- | ------------------------------------- | ------------------------------------- | ------------------------------------- | ------------------------------------- | ------------------------------------- | ------------------------------------- | ------------------------------------- | ------------------------------------- | ------------------------------------- | ------------------------------------- | ------------------------------------- |
| 1864                                  | 1878                                  | 1890                                  | 1900                                  | 1911                                  | 1920                                  | 1930                                  | 1940                                  | 1950                                  | 1960                                  | 1970                                  | 1981                                  | 1991                                  | 2001                                  | 2011                                  |
| 616                                   | 587                                   | 597                                   | 632                                   | 594                                   | 518                                   | 546                                   | 558                                   | 676                                   | 555                                   | 463                                   | 444                                   | 383                                   | 332                                   | 269                                   |

## Patrimoni
- Església Parroquial de Trancozelos
- Capella del llogaret de Trancozelinhos
- Capella del llogaret de Lizei
- Monestir del Santo Sepulcro
- Pont de Trancozelos